# Prix Spotlight (American Society of Cinematographers Awards)
Pour les articles homonymes, voir Spotlight.
Le prix Spotlight est une récompense décernée depuis 2014 par l'American Society of Cinematographers durant ses prix annuels. 
Second prix concernant les films sortant au cinéma, avec la catégorie des films depuis 1987, cette catégorie privilégie les documentaires, les films étrangers et les films à distribution limitée. Les nommés sont choisis par un comité restreint mais le vote pour désigner le lauréat concerne tous les membres de la guilde.

## Palmarès
- 2014 : Ida – Ryszard Lenczewski et Łukasz Żal
  - Hiver nomade – Camille Cottagnoud
  - Renoir – Mark Lee Ping-Bin
- 2015 : Concrete Night (Betoniyö) – Peter Flinckenberg
  - The Immigrant – Darius Khondji
  - Under the Skin – Daniel Landin
- 2016 : ex æquo
  - Le Fils de Saul (Saul Fia) – Mátyás Erdély
  - Macbeth – Adam Arkapaw
    - Beasts of No Nation – Cary Joji Fukunaga
- 2017 : Skhvisi sakhli – Gorka Gómez Andreu
  - L'Enfance d'un chef (Childhood Of A Leader) – Lol Crawley
  - Mon Ange – Juliette Van Dormael
  - Un Pays dans la tourmente (Tempestad) – Ernesto Pardo